# Josephine Gerwing

Josephine Gerwing (1909) mit Widmung: „Frl. W. van Prenschen zur freundlichen Erinnerung. Josephine Gerwing, Chicago, 09 Juli.“ Fotograf: W. J. Root. Mit freundlicher Genehmigung der Universitätsbibliothek Johann Christian Senckenberg, Frankfurt a. M., Signatur des Originals: S 36/F10723.

Josephine Gerwing (* 7. Februar 1882 in Köln; † unbekannt) war eine deutsche Violinvirtuosin und wurde als Wunderkind gefeiert. 1906 emigrierte sie in die Vereinigten Staaten und trat dort weiterhin als Violinistin auf.

## Leben
Josephine Gerwing wurde am 7. Februar 1882 in Köln geboren. Aus Dokumenten des Volkszählungsamts der Vereinigten Staaten geht hervor, dass beide Elternteile Deutsche waren – weitere familiäre Hintergründe sind nicht bekannt. Von 1890 bis 1894 studierte Josephine Gerwing am Kölner Konservatorium Violine. Anschließend setzte sie ihr Studium am Stern’schen Konservatorium in Berlin sowie an der dortigen Akademischen Hochschule für Musik fort. 1906 emigrierte die 24-Jährige in die Vereinigten Staaten und ließ sich in Chicago nieder. Hier lebte sie bis mindestens Dezember 1908 bei dem aus Deutschland stammenden Bänker und Makler Friedrich Wilhelm „Fritz“ von Frantzius und dessen Frau Margarete von Frantzius geb. Sieber. Am 2. Dezember 1908 gibt die Chicago Tribune unter dem Titel „Violinist Principal in a Romance“ Josephine Gerwings Verlobung mit Mr. John C. A. Frick bekannt, der sie bei einem Auftritt als Kind in Leipzig hatte spielen sehen und den sie in einem Hotel in Chicago zufällig wiedergetroffen hatte. Die Anzeige kündigt die Hochzeit für ein bis zwei Wochen später an, eine Eheschließung ist jedoch nicht belegt. Josephine Gerwing trat weiterhin unter ihrem Mädchennamen auf.
In den Vereinigten Staaten konzertierte sie mindestens bis 1920 als Mitglied verschiedener Ensembles. Nach 1931 verliert sich ihre Spur.

## Musikalischer Werdegang

### Wunderkind
Die Anfänge Josephine Gerwings musikalischer Ausbildung sind nicht bekannt. Im Alter von acht Jahren begann sie ein Studium im Fach Violine bei Gustav Hollaender am Kölner Konservatorium, wo sie von 1890 bis 1894/95 unterrichtet wurde. Anschließend folgte sie Hollaender an das Stern’sche Konservatorium in Berlin, wo sie ihren Unterricht ein weiteres Jahr fortsetzte. Zusätzlich wurde sie von Joseph Joachim, Carl Haller und Johann Kruse an der Akademischen Hochschule für Musik in Berlin unterrichtet.
Bereits als Kind trat Josephine Gerwing regelmäßig mit Violinkonzerten auf und machte sich rasch als „Wunderkind“ einen Namen. Ihr Debüt gab sie als Elfjährige am 10. Februar 1893 in der Singakademie in Berlin mit dem Berliner Philharmonischen Orchester unter der Leitung ihres Lehrers Gustav Hollaender. Sie spielte Henryk Wieniawskis Violinkonzert d-Moll op. 22, Gustav Hollaenders „Introduction et Polonaise“ op. 14 für Violine und Orchester sowie Benjamin Godards „Concert romantique“ für Violine und Orchester op. 35. Nur ein knappes Jahr später konzertierte sie im Gewandhaus Leipzig. Über das Konzert berichtet ein Rezensent der Neuen Zeitschrift für Musik (NZfM, 24. Januar 1894, S. 39):

„Josephine Gerwing, die 9jährige [sic] Violinvirtuosin aus Köln, dürfen wir nach den vollständig gereiften Kunstleistungen in ihrem Concert am 19. Januar im alten Gewandhause nicht mehr als ‚Wunderkind’ bezeichnen, sondern als ganz ‚vortrefflich ausgebildete Künstlerin’. Das Wunder läßt sich aber dabei doch nicht ganz wegdisputiren, ja es wird sogar noch größer, wenn ein neunjähriges Mädchen Bruch’s G moll-Concert mit vollendeter technischer Virtuosität und empfindungsvoller geistiger Erfassung vorträgt, wie ein Virtuose ersten Ranges im Mannesalter! So geschah es in der That. Das Kind entwickelt eine edle Klangfülle in der tiefsten bis in die höchste Region der Geige. Ihre Intonation ist stets sicher und absolut rein; die Bogenführung musterhaft; energisch und zart, je nachdem es erforderlich. Die zahlreichen Doppelgriffe in Bruch’s Concerte kamen deutlich, klar und glockenrein zu Gehör. Staccatos und Legatos, Flageolett und männlich sonore Töne der Gsaite – das klang Alles wie von gereiftester Künstlerhand. Nach der seelenvollen Reproduction des Bruch’schen Concertes spielte sie mehrere Virtuosenstücke kleinen Genres: Mazurka von Zarzycki, Andante von Holländer, Ballade und Polonaise von Vieuxtemps, Alles brillant mit Grazie sowie in geistig und technisch vollendeter Vortragsweise. Um den enthusiastischen Beifall zu beruhigen, mußte sie noch mit drei Zugaben erfreuen.“

Auch in Dresden trat Josephine Gerwin auf. Der Rezensent des Musikalischen Wochenblatts (MW, 23. August 1894, S. 413) äußert sich jedoch skeptischer:

„Die zehnjährige Josephine Gerwing aus Cöln gab hier als ‚Violinvirtuosin‘ ein eigenes grosses Concert. Das Spiel dieses kleinen schwächlichen, blassen, übermüdeten Wesens, das im Kinderkleidchen, mit einer grossen Vollvioline unter dem Arm auf der Spielbühne erschien und alsbald das Bruch’sche G moll-Violinconcert zu geigen begann, verrieth immerhin ungewöhnliches Talent, so wenig das Kind seiner schweren Aufgabe voll gerecht zu werden vermochte, wie denn, kurz gesagt, das ganze Auftreten sich als verfrüht erwies.“

Im Juni 1894 vermeldet die Neue Zeitschrift für Musik (NZfM, 13. Juni 1894, S. 282), Josephine Gerwing plane eine Tournee durch die Vereinigten Staaten mit 100 Konzerten – ob diese Konzertreise stattgefunden hat, lässt sich nicht belegen.

### Virtuosin in Deutschland
Josephine Gerwing zog sich vermutlich während ihrer Studienzeit in Berlin für einige Jahre von der Konzertbühne zurück. Erst am 13. März 1897 konzertierte sie erneut mit dem Berliner Philharmonischen Orchester in der Singakademie unter der Leitung von Franz Mannstaedt. Am 10. Januar 1899 trat sie in Kattowitz beim dortigen Kammermusikverein auf. Ein Korrespondent der Neuen Zeitschrift für Musik (NZfM, 7. Juni 1899, S. 269) berichtet:
„Als hervorragendste Mitwirkende erschien die Violin-Virtuosin Josephine Gerwing aus Berlin vor dem Publikum und eroberte sich im Fluge die Gunst und die Bewunderung ihrer Zuhörer. Das 17jährige Mädchen, dessen durchgeistigte, ernste Züge von vornherein lebhaftes Interesse erregten, spielte zunächst das Beethoven’sche Violinkonzert in Ddur (Op. 61). Schon nach den ersten Bogenstrichen war zu erkennen, daß man hier sich einer bedeutenden künstlerischen Persönlichkeit gegenüber befindet. Die ausgezeichnete Technik der jungen Geigerin, die Schönheit, absolute Reinheit und theilweise auch Größe des Tones wollen wir dabei gar nicht in erster Reihe hervorheben, wohl aber mußte die Reife und Tiefe der Auffassung verblüffen, welche die so jugendliche Künstlerin an den Tag legte. Es ist etwas männlich-ernstes in ihrem Spiel, eine sichere Energie führt ihren Bogen, und wer mit geschlossenen Augen ihren Tönen lauschte, käme gewiß nicht auf den Gedanken, daß er ein junges Mädchen spielen höre. Weichen, gesangreichen Ton zu zeigen, dazu hatte Frl. Gerwing in der Wieniawski’schen Legende Gelegenheit, während zur Entfaltung ihres großen technischen Könnens die Mazourka von Zarzycki Anlaß und Raum bot. Sie spielte mit vollendeter Sicherheit, Doppelgriffe, Passagen, Flageolettöne kamen in größter Klarheit zu Gehör, und dabei belebte den Vortrag eine wilde Gluth, zu welcher das unverändert ernste Antlitz der Geigerin einen fesselnden Gegensatz bildete. Jedenfalls haben wir in Frl. Gerwing eine Künstlerin kennen gelernt, die den höchsten Zielen der Kunst zustrebt und die Anwartschaft auf eine erste Stelle hat. Der Beifall war denn auch nach jedem ihrer Vorträge lebhafter und wärmer. Bei dem Beethoven’schen Concert wurde die Geigerin von Herrn Raschdorff, bei den anderen Piecen von Frau Raschdorff-Straßberger decent und mit feinfühliger Anpassung begleitet.“ 
Am 13. Mai 1900 ist ein letztes Konzert in Deutschland belegt, bei dem sie anlässlich des 50-jährigen Jubiläums des Kölner Konservatoriums zwei Sätze aus Henri Vieuxtemps’ Violinkonzert d-Moll op. 31 präsentierte.

### Virtuosin in den Vereinigten Staaten
1906 wanderte Josephine Gerwing in die Vereinigten Staaten aus. Ihr dortiges Wirken als Violinistin lässt sich nur noch rudimentär erfassen. Belegt sind mehrere Auftritte als Mitglied verschiedener Music Companies, u. a. mit der Company of Artists des Sängers Marion Green und der Metropolitan Concert Company. Mit beiden Music Companies unternahm sie mindestens zwischen 1907 und 1912 umfangreiche Konzerttourneen durch die Vereinigten Staaten und trat u. a. in Cedar Rapids (Iowa), in Oshkosh (Wisconsin) und in Gettysburg (Pennsylvania) auf. Nach einem Konzert am 1. Februar 1912 mit der Metropolitan Concert Company in der Memorial Hall von Winston-Salem (North Carolina), bei dem Josephine Gerwing zwei solistische Werke präsentierte, berichtet The Academy (TA, Februar 1912, S. 5049):
„[…] The company was one of the best organizations which has visited the city in recent years, and greatly pleased the audience of town people and students of the College. From the first stroke of the bow Miss Josephine Gerwing showed complete mastery of the violin. From the soul-touching tones of the ‚Ave Maria’ to the fairy lightness of the ‚Elfentanz’ Miss Gerwing reached the extremes of the human emotions. Her comprehensive style and brilliant technique featured her playing and calles forth prolonged applause.“
Von etwa 1910 bis 1919 leitete Josephine Gerwing zudem das achtköpfige Chicago Ladies Orchestra, mit dem sie ebenfalls ausgedehnte Konzertreisen durch die Vereinigten Staaten unternahm. Die Broschüre der 7. Saison (vermutlich 1916/17) verweist auf Konzerte in Reading (Pennsylvania), Lincoln (Nebraska), Battle Creek (Michigan), Charleston (Illinois), Albia (Iowa), Chillicothe (Missouri), Auburn (Nebraska) und Winona Lake (Indiana). Das Ensemble präsentierte vorrangig populäre Melodien.
Im Dezember 1915 kündigte Margaret Anderson, die Redakteurin der avantgardistischen Literatur-Zeitschrift The Little Review, zudem ein Sonaten-Rezital am 7. März 1916 mit Josephine Gerwing und der Pianistin Carol Robinson im Fine Arts Building in Chicago an. Die Einnahmen des Konzerts sollten The Little Review zugutekommen.
Zwischen 1927 und 1930 sind mehrere Rundfunkkonzerte durch Artikel in den New York Times belegt. Zudem erscheint Josephine Gerwing namentlich in der Ausgabe von August 1931 des Mitgliedermagazins International Musician der American Federation of Musicians in der Rubrik „LOCAL NO. 10, CHICACO, ILL.; New members“ als neues Verbandsmitglied – anschließend verliert sich ihre Spur.

## Repertoire
Nachgewiesen sind Aufführungen der folgenden Werke:
- Beethoven, Ludwig van: Konzert für Violine und Orchester D-Dur op. 61
- Brahms, Johannes: Violinsonate in A-Dur op. 100
- Bruch, Max: Konzert für Violine und Orchester g-Moll op. 26
- Godard, Benjamin: Concert romantique für Violine und Orchester op. 35
- Hollaender, Gustav: Andante
- Hollaender, Gustav: Introduction et Polonaise op. 14 für Violine und Orchester
- Schütt, Eduard: Suite Nr. 1 d-Moll für Pianoforte und Violine
- Spohr, Louis: Konzert für Violine und Orchester „in Form einer Gesangsszene“ a-Moll, op. 47
- Strauss, Richard: Violinsonate in Es-Dur op. 18
- Vieuxtemps, Henri: Ballade et Polonaise de Concert für Violine und Klavier op. 38
- Vieuxtemps, Henri: Konzert für Violine und Orchester d-Moll op. 31
- Vieuxtemps, Henri: Konzert für Violine und Orchester E-Dur op. 10
- Wieniawski, Henryk: Konzert für Violine und Orchester d-Moll op. 22.
- Wieniawski, Henryk: Légende für Violine und Orchester op. 17
- Zarzycki, Alexander: Mazurka G-Dur op. 26 für Violine und Orchester

Hinzu kamen zahlreiche populäre Stücke in unterschiedlichen Bearbeitungen, darunter ein „Ave Maria“, ein „Elfentanz“ und „The Star Spangled Banner“.